# Silkair Flight 185
SilkAir Flight 185 var en reguljär passagerartrafiksflygning från Jakarta, Indonesien till Singapore, som störtade den 19 december 1997 i floden Musi (indonesiska 'Sungai Musi'). Alla 104 personer ombord omkom.
Bland de omkomna i haveriet fanns singaporianska modellen och författaren Bonny Hicks.

## Offer
| Nationalitet            | Passagerare | Flygpersonal | Totalt |
| ----------------------- | ----------- | ------------ | ------ |
| Singapore               | 40          | 6            | 46     |
| Indonesien              | 23          | 0            | 23     |
| Malaysia                | 10          | 0            | 10     |
| USA                     | 5           | 0            | 5      |
| Frankrike               | 5           | 0            | 5      |
| Tyskland                | 4           | 0            | 4      |
| Storbritannien          | 3           | 0            | 3      |
| Japan                   | 2           | 0            | 2      |
| Bosnien och Hercegovina | 1           | 0            | 1      |
| Österrike               | 1           | 0            | 1      |
| Indien                  | 1           | 0            | 1      |
| Taiwan                  | 1           | 0            | 1      |
| Australien              | 1           | 0            | 1      |
| Nya Zeeland             | 0           | 1            | 1      |
| Total                   | 97          | 7            | 104    |